# 전북푸른학교
전북푸른학교(全北푸른學校)는 전북특별자치도 완주군 고산면 심기리에 위치한 지체 장애자를 위한 사립 특수학교이다.

## 연혁
- 1984년 3월 15일 : 전북재활학교로 개교
- 2010년 3월 1일 : 전북푸른학교로 변경